# Люблинка (річка)
Люблинка — річка в Україні, у Сарненському районі Рівненської області. Права притока Каналу Бениського, (басейн Прип'яті).

## Опис
Довжина річки 29 км, похил річки 1,0  м/км, найкоротша відстань між витоком і гирлом — 20,32  км, коефіцієнт звивистості річки — 1,43 . Площа басейну водозбору 140 км². Річка повністю каналізована.

## Розташування
Бере початок на південно-східній околиці села Карасин. Тече переважно на північний захід понад селом Різки, через урочище Острів Довгий і на східній стороні від села Біле впадає у Канал Бениський, праву притоку Горині.